# Tórbjørn Jacobsen
Tórbjørn Jacobsen (Ærøskøbing, 1955. október 7.) feröeri tengerész, politikus, a Tjóðveldi tagja.

## Pályafutása
Tengerészi képzettséget szerzett a Føroya Sjómansskúliban, és 1980 óta – miniszteri időszakait leszámítva – tengerészként is dolgozik.
1998-tól helyettes képviselő volt a Løgtingben. 2000-2001 között az oktatási és kulturális tárcát vezette. Ezt követően 2004-ig Høgni Hoydal miniszterelnök-helyettest helyettesítette a Folketingben. 2002-2004-ig, illetve 2004-2008-ig is parlamenti képviselőként dolgozott. 2008-ban halászati és erőforrásügyi miniszter volt Jóannes Eidesgaard második kormányában.

## Magánélete
Szülei Arnbjørg szül. Gregersen és Jóan Jacob Frantz Jacobsen. Feleségével, Ann Ellefsennel Glyvrarban él.